# كريستين ماكسويل
كريستين ماكسويل (بالفرنسية: Christine Maxwell)‏ هي سيدة أعمال فرنسية، ولدت في 16 أغسطس 1950.